# Миндрешть-Молдова
Миндрешть-Молдова, Миндрешті-Молдова (рум. Mândrești-Moldova) — село у повіті Вранча в Румунії. Адміністративно підпорядковане місту Фокшани.
Село розташоване на відстані 166 км на північний схід від Бухареста, 5 км на схід від Фокшан, 67 км на північний захід від Галаца, 127 км на схід від Брашова.

## Населення
За даними перепису населення 2002 року у селі проживали 1187 осіб, усі — румуни. Усі жителі села рідною мовою назвали румунську.